# Knight Rider (2008)
Knight Rider ist eine Fernsehserie, die auf der Serie mit dem gleichen Titel und dem Fernsehfilm Knight Rider – K.I.T.T. in Gefahr! von 2008 beruht. Justin Bruening spielt in der Serie Mike Traceur/Knight, welcher der entfremdete Sohn von Michael Knight ist. Deanna Russo spielt Sarah Graiman, Traceurs ehemalige Freundin und Tochter von Charles Graiman (Bruce Davison), dem Schöpfer des neuen K.I.T.T. (Knight Industries Three Thousand). Die Serie nimmt, wie der Fernsehfilm Knight Rider – K.I.T.T. in Gefahr!, keinerlei Bezug auf den früheren Ableger Team Knight Rider oder die Filme Knight Rider 2000 und Knight Rider 2010.

## Handlung
Die Geschichte spielt 25 Jahre nach der ursprünglichen Knight-Rider-Serie. Mike Traceur (später ändert er seinen Namen in Michael Knight), der Sohn des ursprünglichen Michael Knight, wird der Fahrer der nächsten Generation von K.I.T.T. (Knight Industries Three Thousand). K.I.T.T. ist jetzt ein schwarzer Ford Shelby Mustang GT500KR Baujahr 2008. Zusammen mit seiner ehemaligen Freundin Sarah Graiman, der Tochter des Wissenschaftlers Charles Graiman, die beide den neuen K.I.T.T. entwickelten, kämpft Mike für die Knight Industries gegen Unrecht und Verbrechen.
Dr. Graiman stirbt aufgrund eines Flugzeugunglücks, Agent Rivai wird schwer verletzt und ist somit nicht weiter FBI-Agent des Teams. Die NSA baut das K.I.T.T.-Projekt aufgrund des Todes von Dr. Graiman ab. Agent Torres ermöglicht der NSA, K.I.T.T. zu deaktivieren und seinen Chip zu entnehmen, um den Prototyp K.A.R.R. mit K.I.T.T.s Chip zu reaktivieren. Das Team findet K.I.T.T.s künstliche Intelligenz online gespeichert und versucht, sie wiederherzustellen. Mike dringt dann in die Area 51 ein, um K.I.T.T. seinen KI-Chip einzusetzen.
Als Mike und K.I.T.T. fliehen, entdeckt K.A.R.R., dass K.I.T.T. reaktiviert wurde. Er überwindet K.I.T.T.s Programmierung mit Torres als Geisel/Fahrer. K.I.T.T. zerstört K.A.R.R., dennoch stirbt Agent Torres kurz danach.

## Entstehung
NBC-Universal-Chef Jeff Zucker stellte im Frühjahr 2007 Ben Silverman als NBC-Entertainment-Chef ein mit der Bitte, den Fernsehsender NBC vom letzten Platz der Einschaltquoten zu bringen. Einer der ersten Schritte von Silverman war, zu versuchen, alte Serien wie Knight Rider und Gladiators neu aufzulegen. Silverman konzipierte einen Vertrag mit der Ford Motor Company, die das Auto, das den zentralen Charakter darstellt, liefern sollte.
Noch im selben Jahr gab NBC bekannt, dass im Februar 2008 der Pilotfilm einer möglichen Fortsetzung der Serie ausgestrahlt werden soll. Der Film Knight Rider – K.I.T.T. in Gefahr! wurde von 12,7 Millionen Zuschauern gesehen. Aufgrund des Quotenerfolgs gab NBC im April 2008 bekannt, dass Knight Rider in Serie gehen werde, und bestellte im Oktober 2008 eine komplette Staffel mit 22 Episoden.
Gleichzeitig gab man bekannt, dass Gary Scott Thompson neuer ausführender Produzent der Serie wird, wobei die Schöpfer der Neuauflage, Dave Bartis und Doug Liman als ausführende Produzenten ebenfalls dabei bleiben. Für die Hauptrolle wurde Justin Bruening verpflichtet, der in der Rolle des Mike Traceur den Sohn von Michael Knight spielt. David Hasselhoff übernimmt wieder seine alte Rolle des Michael Knight, dem Vater von Mike Traceur. In der neuen Version ist K.I.T.T. kein Pontiac Firebird Trans Am mehr, sondern ein schwarzer Shelby Mustang GT 500KR. Val Kilmer leiht dabei K.I.T.T. in der englischen Originalfassung seine Stimme, in der deutschen Fassung übernahm Peter Flechtner diese Rolle. 
Da die Einschaltquoten nach einem guten Start schnell sanken, wurde im November 2008 bekannt gegeben wurde, dass die Serie umgestellt wird, um sich ihrem Vorgänger zu nähern und den Schwerpunkt auf Michael und K.I.T.T. zu setzen. Yancey Arias, Bruce Davison und Sydney Tamiia Poitiers Charaktere verließen in einer zweiteiligen Episode die Serie, da ihre Verträge nur bis einschließlich der 13. Episode gingen und nicht verlängert wurden.

## Darsteller
- Justin Bruening als Michael Knight (ursprünglich bekannt als Mike Traceur), Sohn des Fahrers des vorigen K.I.T.T., Michael Knight.
- Deanna Russo als Sarah Graiman, Tochter von Charles Graiman, Traceurs ehemalige Freundin und K.I.T.T.s Schöpferin.
- Val Kilmer als Originalstimme von K.I.T.T., dem künstlich intelligenten Auto
- Paul Campbell als Billy Morgan
- Smith Cho als Zoe Chae
- Bruce Davison als Charles Graiman, K.I.T.T.s Schöpfer. (Episoden 1–12)
- Sydney Tamiia Poitier als FBI-Agent Carrie Rivai (Episoden 1–11)
- Yancey Arias als FBI-Agent Alex Torres (Episoden 1–12)

## Veröffentlichung
Die Erstausstrahlung des Pilotfilms erfolgte am 17. Februar 2008 auf NBC, die Serie lief vom 24. September 2008. bis 4. März 2009 auf dem amerikanischen Network NBC.
Da die Einschaltquoten nach einem guten Start schnell sanken, reduzierte NBC im Dezember 2008 die Staffel von 22 auf 17 Episoden. Das Finale wurde im März 2009 ausgestrahlt. Im Mai kündigte NBC an, Knight Rider nicht um eine zweite Staffel zu verlängern.
Als Grund wurden jedoch nicht die schlechten Quoten, sondern die hohen Produktionskosten der Serie und die schlechte finanzielle Lage bei NBC und dem Automobilhersteller Ford, welcher die Serie sponserte, genannt.
Der Schweizer Sender 3+ zeigte am 3. Oktober 2009 den Pilotfilm und ab 10. Oktober 2009 wöchentlich eine oder zwei Folgen hintereinander. In Deutschland startete RTL am 8. Oktober 2009 mit dem Pilotfilm und ab dem 17. Oktober 2009 wurde samstags 16:45 Uhr jeweils eine Folge ausgestrahlt. Am 17. Dezember 2009 wurde die Serie aus jugendschutzrechtlichen Gründen ausnahmsweise am Donnerstag um 23:15 Uhr ausgestrahlt.
Die Serie lief außerdem unter anderem in Großbritannien, Frankreich, Italien, Spanien, Portugal, der Niederlande, Belgien, Dänemark, Norwegen, Schweden, Irland, der Türkei, Australien, Neuseeland, Kanada, Mexiko, Argentinien, Brasilien, Chile, Peru, Indien, Philippinen, Malaysia, Thailand und Singapur.
Knight Rider: The Complete Series DVD wurde in der englischsprachigen Version am 28. Juli 2009 auf 4 DVDs mit Bonus-Material herausgegeben.
In Deutschland erschien die erste Staffel inklusive des Pilotfilms am 15. April 2010 auf DVD.
Alle Episoden, die im Fernsehen ausgestrahlt wurden, sind auch im PlayStation-Video-Store, im Xbox Live Marktplatz und im iTunes Store verfügbar. Die Episoden sind im HD-Format und SD-Format verfügbar.

## Synchronisation
| Rollenname                         | Schauspieler          | Synchronsprecher  |
| ---------------------------------- | --------------------- | ----------------- |
| Michael „Mike“ Knight/Mike Traceur | Justin Bruening       | Ozan Ünal         |
| Sarah Graiman                      | Deanna Russo          | Maria Koschny     |
| Charles Graiman                    | Bruce Davison         | Reinhard Kuhnert  |
| Billy Morgan                       | Paul Campbell         | Konrad Bösherz    |
| Zoe Chae                           | Smith Cho             | Kaya Marie Möller |
| Carrie Rivai                       | Sydney Tamiia Poitier | Gundi Eberhard    |
| Alex Torres                        | Yancey Arias          | Michael Iwannek   |
| K.I.T.T.                           | Val Kilmer (Sprecher) | Peter Flechtner   |

## Episoden
| Nr. | Deutscher Titel                                          | Originaltitel                  | Deutsche Erstausstrahlung | US-Erstausstrahlung |
| --- | -------------------------------------------------------- | ------------------------------ | ------------------------- | ------------------- |
| 0   | K.I.T.T. in Gefahr!                                      | Knight Rider                   | 8. Oktober 2009           | 17. Februar 2008    |
| 1   | Ein neuer Knight                                         | A Knight In Shining Armor      | 17. Oktober 2009          | 24. September 2008  |
| 2   | Zum Sterben bereit, Michael Knight?                      | Journey to the End of Knight   | 24. Oktober 2009          | 1. Oktober 2008     |
| 3   | Mexiko Rider                                             | Knight of the Iguana           | 31. Oktober 2009          | 8. Oktober 2008     |
| 4   | A Hard Day‘s Knight                                      | A Hard Day's Knight            | 7. November 2009          | 15. Oktober 2008    |
| 5   | Michael Knight – oder wie ich lernte, die Bombe zu jagen | Knight of the Hunter           | 14. November 2009         | 22. Oktober 2008    |
| 6   | Wer macht K.I.T.T. zum Killer?                           | Knight of the Living Dead      | 21. November 2009         | 5. November 2008    |
| 7   | Michael Knight gegen Max und Nikki                       | I Wanna Rock & Roll All Knight | 28. November 2009         | 12. November 2008   |
| 8   | Casino Rider                                             | Knight of the Zodiac           | 5. Dezember 2009          | 19. November 2008   |
| 9   | Knight Fever                                             | Knight Fever                   | 12. Dezember 2009         | 31. Dezember 2008   |
| 10  | K.I.T.T.s tödlicher Kurs (Teil 1)                        | Don’t Stop the Knight          | 19. Dezember 2009         | 7. Januar 2009      |
| 11  | K.I.T.T. geht in die Luft (Teil 2)                       | Day Turns Into Knight          | 9. Januar 2010            | 14. Januar 2009     |
| 12  | K.I.T.T. gegen K.A.R.R.                                  | Knight to King's Pawn          | 9. Januar 2010            | 21. Januar 2009     |
| 13  | Keine Auszeit für Michael Knight!                        | Exit Light, Enter Knight       | 17. Dezember 2009         | 28. Januar 2009     |
| 14  | Fight Knight                                             | Fight Knight                   | 16. Januar 2010           | 4. Februar 2009     |
| 15  | Michael Knight geht zu weit                              | Fly By Knight                  | 16. Januar 2010           | 11. Februar 2009    |
| 16  | Knight and the City                                      | Knight and the City            | 23. Januar 2010           | 18. Februar 2009    |
| 17  | Happy Knight?                                            | I love the Knightlife          | 23. Januar 2010           | 4. März 2009        |

## Knight Industries Three Thousand (K.I.T.T.)
Für die Premiere der Serie wurden viele neue Features in K.I.T.T., zusätzlich zu den im Pilotfilm gesehenen, eingeführt. Als eine Hommage an den Super Pursuit Mode, kann der neue K.I.T.T. sich in den Gefechts-Modus versetzen – eine deutlich aggressivere Version als der im Pilot-Film dargestellte. In erster Linie unterscheidet er sich durch einen größeren Heckspoiler. K.I.T.T. verwandelt sich zu Tarnungszwecken auch in einen Ford F-150 FX4 Pick-up für den Offroad-Einsatz, einen Ford F-150 Transporter, Ford Flex, Ford Crown Victoria Police Interceptor, und einen 1969 Mach 1 Mustang. Die Serie zeigte auch Funktionen wie den Turbo Boost, der es K.I.T.T. ermöglicht, zu springen. Außerdem kann er auch unter Wasser die Systemleistung aufrechterhalten und Insassen mit Sauerstoff versorgen. In K.I.T.T. sind auch ein Enterhaken, eine Laserwaffe (in seiner Scannerbar), Doppel-Miniguns, abwehrende Leuchtgeschosse, Angriffsraketen, ein Betäubungsgewehr, ein Bolzenschussgerät (um zum Beispiel Reifen zu zerstören), eine Schallunterdrückung und eine EMP-Waffe installiert.
Der Innenraum des Fahrzeugs wurde überarbeitet: Der einzige Bildschirm in der Mittelkonsole wurde durch einen Touchscreen als Head-Up-Display auf der gesamten Innenfläche der Windschutzscheibe ersetzt. Auf dem Bildschirm sah man K.I.T.T.s „Stimmen“-Anzeige, erinnernd an den Stimmen-Modulator der Original-Serie. Jetzt befindet sich in der Mitte des Armaturenbretts eine pulsierende Kugel mit einem Punkt in der Mitte, der sich auf denjenigen richtet, mit dem er spricht. Zu den weiteren Interieur-Änderungen gehören ein eher konventionelles Lenkrad, anstelle des zuvor gesehen 3/4 Lenkrades und blaue Beleuchtung der Instrumente, welche im Gefechts-Modus auf rot wechselt. Das Interieur des 4x4-Modus verwendet das gleiche Armaturenbrett, aber die Passagier- und Fahrersitze des F-150. K.I.T.T. führt auch einen Sicherungsrechner mit, der im Falle einer Beschädigung des Primären gestartet werden kann.
K.I.T.T.s Technologie umfasst ein Oberflächen-Bildschirm-Programm, das die Motorhaube zu einem Touchscreen-Display, ähnlich dem internen Head-up-Display, werden lässt. Im Handschuhfach auf der Beifahrerseite befinden sich unter anderem Analysegeräte für beliebige Gegenstände und Chemikalien, medizinische Ausrüstung und ein Drucker. Des Weiteren hat er einen 3D-Objekt-Generator im hinteren Innenraum, mit dem er kleine Gegenstände wie Schlüssel, aber auch ganze Kleidungsstücke duplizieren kann, sowie ein internes Selbstzerstörungsprogramm und Backdoors in seinem Programmcode.